# Ribeseya
Ribeseya (castellà: Ribadesella) és un conceyu d'Astúries. Limita al nord amb el mar Cantàbric, a l'est amb Llanes, al sud amb Cangues d'Onís i Parres i a l'oest amb Caravia. Fundada per Alfons X el Savi fou un dels principals ports asturians del segle xix.
El conceyu consta també de nombroses empreses dedicades a l'esport d'aventura, com el piragüisme, l'espeleologia o l'escalada. El primer dissabte d'agost després del dia 2 se celebra el famós Descenso Internacional del Sella, on acudeixen esportistes de tot el món i se celebra una gran festa local.
També aquest conceyu destaca per la varietat turística que ofereix, i sobretot per les activitats al voltant de la Cova d'El Pozu'l Ramu (asturià) o de Tito Bustillo, famosa per les seves pintures prehistòriques.